# Aethia
Az Aethia a madarak osztályának lilealakúak (Charadriiformes) rendjébe és az alkafélék (Alcidae) családjába tartozó nem.

## Rendszerezésük
A nemet Blasius Merrem német zoológus írta le 1788-ban, az alábbi fajok tartoznak ide:
- törpealka (Aethia pusilla)
- bóbitás alka (Aethia cristatella)
- bajszos alka (Aethia pygmaea)
- papagájalka (Aethia psittacula)

## Előfordulásuk
A Csendes-óceán északi részén honosak. Természetes élőhelyeik a sziklás szigetek, tengerpartok és a nyílt óceán. Nem vonuló, de kóborló fajok.

## Megjelenésük
Testhosszuk 14-25 centiméter közötti.

## Életmódjuk
Főleg rákokkal táplálkoznak, de apró halakat és tintahalakat is fogyasztanak, melyeket lemerülve szereznek meg.

## Szaporodásuk
Telepesen fészkelnek. Sziklák közé, repedésekbe, vagy üregekbe készítik fészküket.